# Москвич-2140
Москви́ч-2140 (рос. Москвич-2140) — радянський легковий задньоприводний автомобіль III групи малого класу з кузовом типу седан, що випускався на Автомобільному заводі ім. Ленінського Комсомолу в Москві у 1975—1988 роках. Створен у 1973 році. Представляв собою глибоко модернізований варіант моделі "Москвич-412".

## Історія моделі

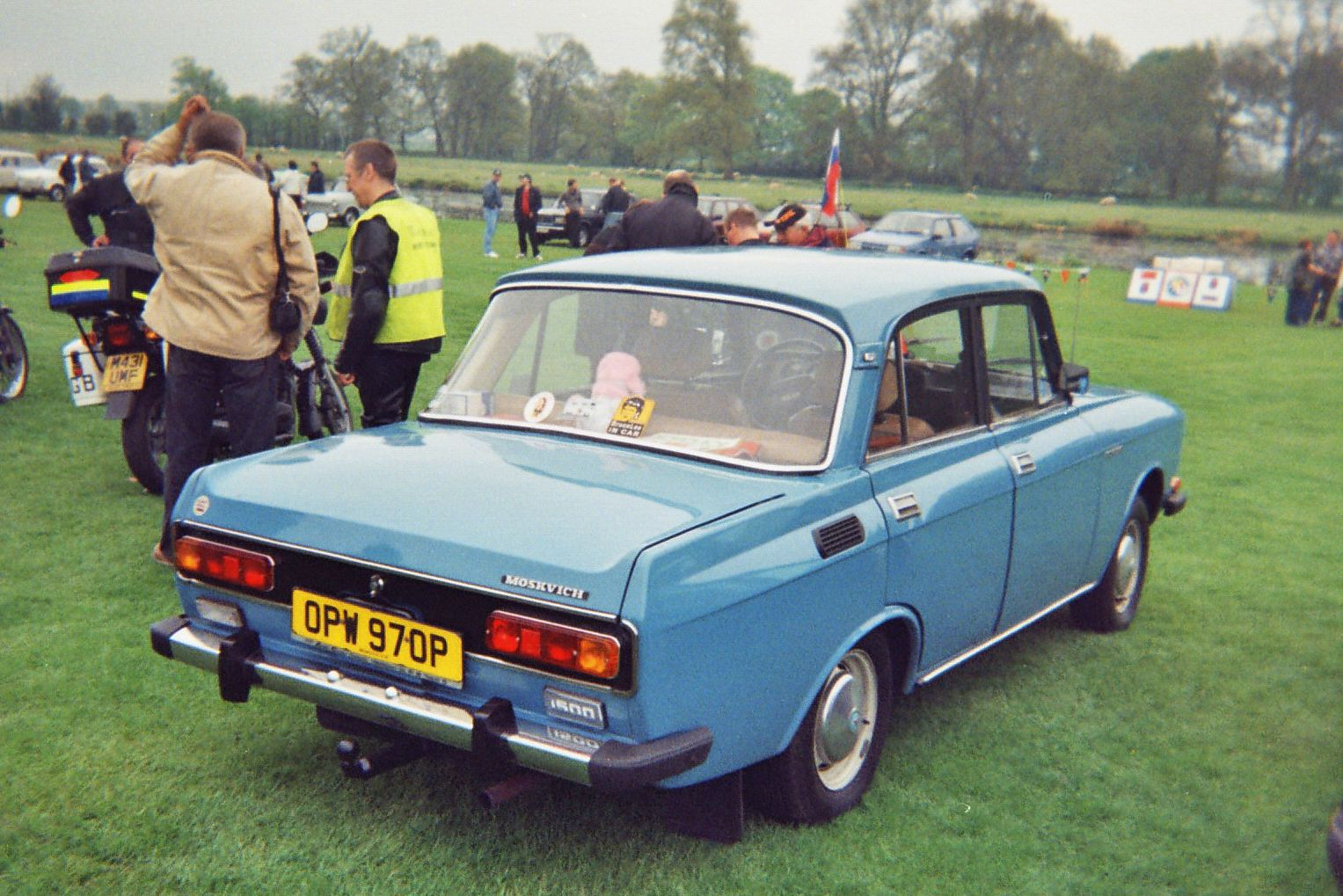
Москвич-2140

Протягом 1968-1971 років на АЗЛК тривала реконструкція, покликана суттєво збільшити обсяги виробництва «Москвичів»: для нового заводу було придбане устаткування, орієнтоване на виробництво автомобіля Москвич-412. Таким чином розробка нової заводської моделі була обмежена модернізацією 412-го, без зміни розташування основних вузлів та розмірів кузова.

Кінцевий варіант з індексом 2140 був готовий у 1974 році і брав участь у виставці «Автопром-74». Протягом 1975-го року на АЗЛК тривала переорієнтація виробництва, під час якої Москвич-412 випускався вже з деталями від 2140. Повноцінне виробництво нової моделі впроваджене у 1976.

## Технічні особливості
На відміну від Москвича-412 модель 2140 отримала модернізований кузов з сучаснішим оформленням передньої і задньої частин і новою світлотехнікою. Крім того, Москвич-2140 був оснащений такими, що відповідали міжнародним стандартам передніми дисковими гальмами з вакуумним підсилювачем, новим салоном з травмобезпечними панеллю і кермом, а також сидіннями з підголівниками. У 1976 році аналогічну модернізацію пройшли універсали і фургони, що отримали переднє устаткування салону і гальмівну систему за типом Москвича-2140. У 1982 р. Москвич-2140 пройшов невелику модернізацію: на передніх дверях було прибрано кватирки, була змінена конструкція бамперів, спрощена обробка кузова — видалені хромовані молдінги й шильдіки, а також обробка хромом решітки радіатора.

## Хронологія виробництва
Відповідно до нового ГОСТу рестайлінговий седан «Москвич» із двигуном УЗАМ-412 отримав індекс 2140, модифікація із двигуном М-408 позначалася як Москвич-2138. Позначення інших версій також привели у відповідність із новим ГОСТом: із двигуном М-408 — Москвич-2136 (універсал) і Москвич-2733 (фургон), раніше моделі 426 і 433; із двигуном УЗАМ-412 — Москвич-2137 (універсал) і Москвич-2734 (фургон), раніше моделі 427 і 434. З 1979 року випускалася «сільська» модифікація М-21406, що оснащувалася дефорсованим двигуном УЗАМ-412Д (71 л.с.), що працював на низькооктановому бензині А-76, передніми барабанними гальмами, посиленими задніми ресорами і буксирною проушеной. Двигун М-408 уже тоді вважався застарілим і дуже малопотужним (50 л.с.), що не забезпечувало достатніх динамічних якостей. Тому в 1982 році комплектація автомобілів «Москвич» таким двигуном була припинена, втім, універсал 2136 фактично й не випускали серійно, лише в 1976 році було виготовлено декілька екземплярів із дослідно-промислової партії.
У 1980 році був освоєний випуск модифікації М-21403 із ручним управлінням, призначеною для інвалідів з обмеженою рухливістю. Цікаво, що органи соцзабезпечення компенсували інвалідові-ветеранові вартість тільки базової інвалідної моделі «Запорожець», а різницю в ціні з «Москвичем» (близько 4 тис. крб. у середині 80-х) треба було оплачувати за свій рахунок.
У 1981 році почався випуск модифікації М-2140-117 («Люкс») або Москвич-1500 SL. Автомобіль отримав нову «високу» приладову панель і іншу обробку салону, а також нові задні ліхтарі, ширші пластикові бампери із хромованими накладками й молдінги виробництва югославської фірми «Сатурнус» (Saturnus). Окремі партії автомобілів даної модифікації вперше у вітчизняній практиці забарвлювали «металіком». Саме Москвич-1500 SL в 80-х став основною експортною продукцією АЗЛК (якщо не враховувати складальних комплектів М-2140 бнр), але особливого поширення окрім ринків країн СЕВ не набула. 17 вересня 1986 року з конвеєра зійшов чотирьохмільйонний автомобіль марки «Москвич», цим автомобілем був Москвич-2140SL.

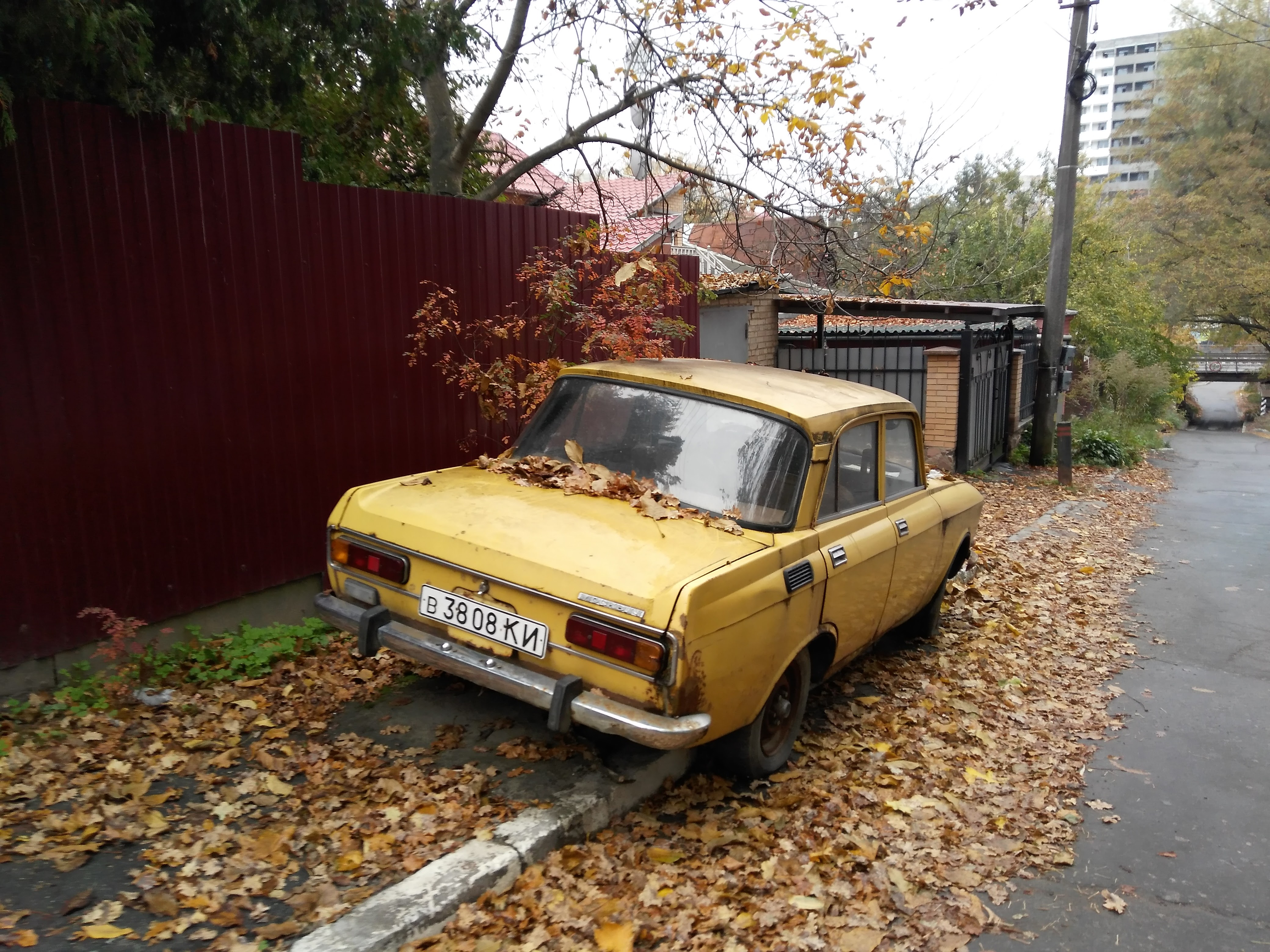
Москвич-2140

Виробництво фургона 2734 було припинено в 1981 році, у зв'язку з розповсюдженням практичнішої моделі ІЖ-2715; універсал 2137 припинили збирати в 1985 році; модифікації седана: М-21406, М-21403 і М-2140-117 — в 1987 році; базову версію М-2140, за особистим розпорядженням директора АЗЛК Полякова — з метою прискорення масового виробництва нової передньопривідної моделі Москвич-2141 — з липня 1988 року.

## Модифікації

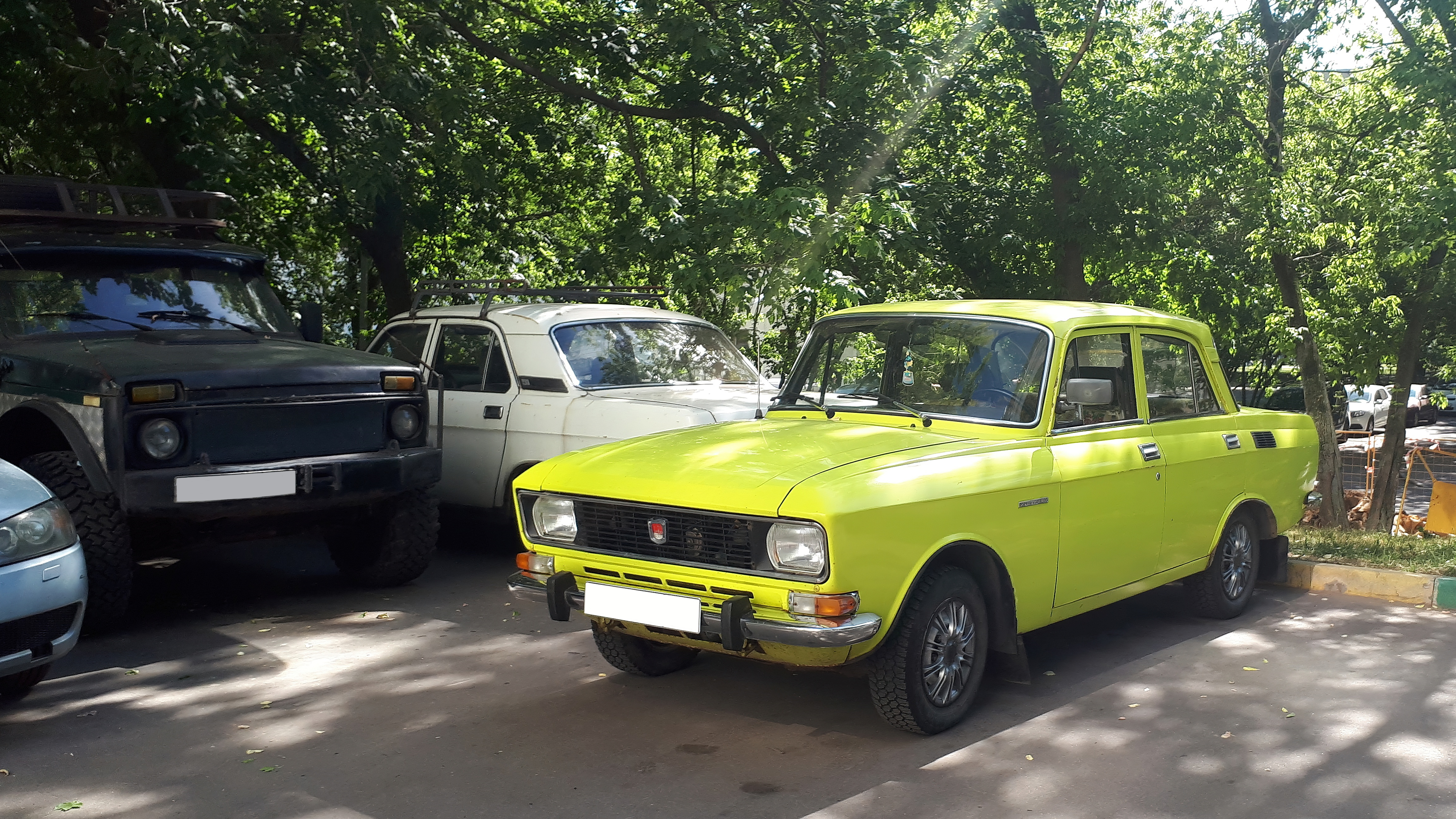

### Сімейство «1500»
- Москвич-2140 — базовий седан сімейства «1500». Виготовлявся в 1976-1988 рр.;
- Москвич-2140Д — модифікація седана з дефорсованим двигуном під бензин А-76. Особливо дефіцитна модифікація через відносну дешевизну і більшої поширеності 76-го бензину (особливо в провінції);
- Москвич-214006 (214007) — експортна модифікація;
- Москвич-2140-117 — версія «Люкс». Виготовлялася в 1981-1987 рр.;
- Москвич-214006(7)-117 — версія «Люкс», експортна модифікація;
- Москвич-2140-121 — модифікація таксі, з дефорсованим двигуном під бензин А-76, таксометром і оббивкою зі шкірозамінника. Виготовлялася в 1982-1987 рр.;
- Москвич-21403 — модифікація з ручним керуванням для інвалідів. Виготовлялася у 1980-1987 рр.
- Москвич-21406 — модифікація для сільської місцевості з дефорсованим двигуном, барабанними гальмами всіх коліс, посиленою ресорною підвіскою і буксирними вушками. Виготовлялася в 1979-1987 рр.;
- Москвич-+21401 — модифікація для медичної служби;
- Москвич-21402 — експортна модифікація з правим кермом. Модифікація М-214026 призначалася для помірного, а М-214027 для тропічного клімату;
- Москвич-2315 — комерційна модифікація з кузовом пікап, що збиралася дрібними партіями в 1984-1988 рр. на базі бракованих кузовів седан і універсал;
- Москвич-2137 — базовий універсал сімейства «1500». Виготовлявся в 1976-1985 рр.;
- Москвич-2734 — комерційний фургон. Виготовлявся в 1976-1981 рр.

--- Крім того, існували варіанти 2140 з двигуном моделі УЗАМ-0102 (80 к.с.) Цілком можливе існування варіанту 213700-117/--- /, де - - код двигуна, універсала-«люкс», що міг збиратися під замовлення і по блату.
Взагалі, вид позначення Москвича 2140 наступний -
- 214000-000-412Е_-ББде 2140000 — це модель (див. вище), 000/001 - комплектація (розрізнялася обробкою (тканина / велюр), наявністю фароочисників, таксі, люкс, потім код двигуна, ББ - код карбюратора.

### Сімейство «1360»
- Москвич-2138 — базовий седан сімейства "1360". Виготовлявся в 1976-1982 рр.;
- Москвич-+21381 — модифікація для медичної служби. Виготовлявся в 1976-1981 рр.;
- Москвич-2136 — універсал сімейства "1360". Серійно не виготовлявся через занадто малопотужний двигун (у 1976 році був виготовлений єдиний зразок);
- Москвич-2733 — комерційний фургон. Виготовлявся в 1976-1981 рр.

## Оцінка проекту
Витримавши в 1970-х серйозний політичний тиск із боку вищих керівних органів у питанні збільшення випуску гостродефіцитної продукції, АЗЛК, на жаль, не отримував достатньої кількості коштів на модернізацію виробництва, хоча рівень НІОКР на заводі був достатньо високий і дозволяв створити власну перспективну модель третьої групи малого — першої групи середнього класів (нині клас D), що раніше не проводилася автозаводами СРСР. У результаті, замість освоєння дійсно прогресивної нової моделі (прототипи 3-5-6, С1 і С3) було ухвалено рішення обмежитися рестайлінгом існуючого Москвича-412, проект і був здійснений у вигляді М-2140 за участю англійських фахівців. Тому проект Москвича-2140 вже спочатку був недостатньо конкурентноздатний на зовнішніх ринках. До того ж гонка за збільшенням обсягів виробництва на АЗЛК привела до істотного падіння якості комплектуючих, фарбування й збірки, що стало помітним для споживачів навіть на внутрішньому ринку й зв'язувалося ними, якраз, з освоєнням нової моделі. У результаті знаменитий на світовому ринку бренд Moskvich буквально протягом декількох місяців 1976—1977 рр. втратив свої конкурентноздатні позиції і далі обмежений експорт «Москвичів-2140» був можливий лише в країни СЕВ, а також у рамках гуманітарних постачань у країни четвертого світу. Поступове насичення внутрішнього авторинку СРСР в 80-х роках завдяки масовому виробництву «Жигулів», а також надзвичайно високий рівень роздрібних цін на легкові автомобілі, при збереженні низької якості збірки сімейства М-2140 привів до катастрофічного падіння попиту на «Москвичі». Так в 1984 році 90 % продукції заводу залишилося на майданчиках готової продукції, тобто «ринкові фонди» практично не були викуплені споживачами. У результаті, незважаючи на порівняно масове виробництво Москвича-2140, в «рейтингу» переваг радянських споживачів він стояв лише на передостанньому місці, усього на сходинку вище за «Запорожця». Недивно, що парк «Москвичів» почав нестримно скорочуватися вже в середині 90-х, так у Москві після 2000 року середній темп скорочення парку автомобілів цієї марки становить 15 % в рік.

## В ігровій і сувенірній індустрії
Масштабна модель автомобіля в СРСР в заводському виробництві не випускались.
На початку 2011 року видавництво «ДеАгостіні» в рамках серії «Автолегенди СРСР» випустило модель автомобіля «Москвич-2140» зеленого кольору в масштабі 1/43 під № 27, а влітку 2012 — модель автомобіля «Москвич-2140SL» кольору срібний металік в масштабі 1/43 під № 62.
Дрібносерійні виробники, наприклад, Vector-Models і Херсон-Моделс, випускають люксову версію «Москвич-2140SL».